# Hocquinghen
Hocquinghen är en kommun i departementet Pas-de-Calais i regionen Hauts-de-France i norra Frankrike. Kommunen ligger i kantonen Guînes som tillhör arrondissementet Calais. År 2022 hade Hocquinghen 116 invånare.

## Befolkningsutveckling
Antalet invånare i kommunen Hocquinghen
| Referens: INSEE |